# Consilium abeundi
Das consilium abeundi (abgekürzt c.a., wörtlich: „der Rat, wegzugehen“, von lat. consilium „Rat“ und abire „weggehen“) ist ursprünglich ein Begriff aus der akademischen Gerichtsbarkeit der Universitäten des 18. und 19. Jahrhunderts. Als Strafe für Studenten bedeutete das c.a. einen Verweis von der Hochschule und die Aufforderung zum Verlassen der Stadt; dies konnte sich auch auf eine festgelegte Bannmeile außerhalb der Stadtumgebung beziehen. Dem c.a. musste je nach Universitätsverfassung innerhalb von einem bis drei Tagen Folge geleistet werden. Zugleich wurde das Akademische Bürgerrecht suspendiert. Nach einer festgelegten Straffrist war bei einigen Universitäten eine erneute Immatrikulation möglich, prinzipiell durfte sich ein mit c.a. belegter Student an einer anderen Hochschule jederzeit immatrikulieren.
Das consilium abeundi stand in der Schwere der Strafe zwischen einer Karzerstrafe und der Relegation, also der endgültigen Entfernung von der Universität ohne die Möglichkeit, sich an einer anderen Universität erneut immatrikulieren zu können. Das c.a. konnte auch in milderer Form ausgesprochen werden, wonach der betreffende Student erst bei einer weiteren Verfehlung ausgeschlossen würde. Die Verhängung eines c.a. erfolgte durch das Universitätsgericht, den Senat oder das Rektorat und musste vom Studenten durch Unterschrift anerkannt werden. Die Strafen wurden vor Einrichtung der Universitätsgerichte stets vom Senat oder der Versammlung (Consilium, Koncilium) aller ordentlichen Professoren beschlossen; aus diesen in der Versammlung beschlossenen Strafen entwickelte sich der Begriff des Consiliums als Strafmaßnahme. Historische Beschreibungen des Consiliums sprechen von einer „Aufgabe oder dem Befehle des Senates, sich sofort von der Universität zu entfernen. Es ist dies ein par force gegebener Laufpaß. [...] Hat man das Consil erst unterhauen [= unterschrieben], so ist man quasi schon mit einem Beine aus der Stadt.“ Vollmann bezeichnet das c.a. 1846 als „Wink zum Abschieben“ oder als „Abschiedstanz“.
Aus dem c.a. wurde studentensprachlich das Verb consilieren abgeleitet, das die Verhängung eines c.a. bedeutet; der Bestrafte war der Consilierte.
Das consilium abeundi war im 19. und 20. Jahrhundert auch an Gymnasien üblich.